# PPS-Beatmung
PPS-Beatmung (engl. Proportional Pressure Support – proportionale druckunterstützte Beatmung) ist eine moderne Beatmungsform in der Intensivmedizin.
Im Vergleich zum ASB wird bei der Inspiration (Einatmung) aber keine statische Druckunterstützung angeboten, sondern eine variable druck- und volumenabhängige Luftapplikation durchgeführt. Bei PPS atmet der Patient spontan. Er steuert also die Atemfrequenz nach seinem eigenen Empfinden und das Beatmungsgerät unterstützt die Einatmung durch einen Flow, also einen Luftstrom, der im Beatmungssystem zur Verfügung steht, sowie durch eine Volumenunterstützung, also eine bestimmte Menge Luft, die bei jedem Atemzug zugegeben wird. Ziel ist, die Atemarbeit zu erleichtern. Man geht davon aus, dass der Patient zu schwach ist, sich selbst mit ausreichend Atmung zu versorgen und durch die maschinelle Zugabe der Bedarf gedeckt wird.
Die voreingestellte Triggergrenze muss für die Inspiration überwunden werden, allerdings ist durch den Flow ein hohes Luftangebot vorhanden, so dass die Einatmung nochmals leichter fällt als bei ASB. Die Volumenunterstützung gibt dann nochmals eine voreingestellte Menge Atemluft zum Atemzug dazu.
Hervorgegangen ist die proportionale druckunterstützte Beatmung (PPS) 1997 aus einem als Proportional Assist Ventilation (PAV) bezeichneten Verfahren.

## Notwendige Kontrollparameter zur Überwachung
- Atemfrequenz (Respiration)
- Atemminutenvolumen und spontanes Atemminutenvolumen (die beiden müssen nicht identisch sein, denn bei BIPAP-Beatmung ist es möglich, dass der Respirator, also das Beatmungsgerät, Atemfrequenzen vornimmt und der Patient keine eigenen Atemaktionen durchführt)
- Atemzugvolumen inspiratorisch (bei der Einatmung) und exspiratorisch (bei der Ausatmung), im Fachbegriff wird von Tidalvolumen gesprochen
- Blutgase und Sauerstoffsättigung
- Stressparameter wie Blutdruck, Puls und Schwitzen

Es ist also dringend angezeigt, dass ein Patient, der Unterstützung bei der Atmung benötigt auf einer Intensivstation im Krankenhaus betreut wird, hier ist die Überwachung sämtlicher Parameter gewährleistet und es werden Beatmungsgeräte bereitgehalten, die Menschen in ihrer Atemarbeit unterstützen können. Im Rahmen der Notfallmedizin spielt ASB eine untergeordnete Rolle.

## Einstellparameter am Beatmungsgerät
- Triggerschwelle (wird meist zwischen 2 und 5 mbar festgelegt)
- Flow-Assist (also der im System liegende Luftstrom, z. B. empfiehlt die Firma Dräger mit einem Flow-Assist von 7 mbar zu beginnen und an die Entwicklung der Beatmungssituation anzupassen)
- Volume-Assist (also der Druck, mit dem das zusätzliche Volumen verabreicht wird, auch hier wird eine Anfangseinstellung von 7 empfohlen)
- PEEP-Druck (variiert je nach Bedarf des Patienten; wird so klein wie möglich eingestellt; oft wird die Beatmung mit einem PEEP von 5 mbar begonnen und später ausgeleitet, selten liegt der PEEP darunter, gelegentlich – abhängig vom Krankheitsbild – auch stark darüber)

Einstellungen werden von einem Arzt oder einer versierten Pflegekraft vorgenommen, wobei die Haftung beim Arzt liegt. Verändert sich die Situation des Patienten (z. B. bei pulmonaler Erschöpfung) so ist eine Anpassung der Beatmungsparameter vorzunehmen.

## Kontraindikation
Absolute Kontraindikation ist fehlende Spontanatmung beim Patienten. Hat der Patient keinen eigenen Atemantrieb (krankheits- oder medikamentenbedingt), so kann diese Beatmungsform nicht angewendet werden.
Relative Kontraindikation ist zu tiefe Sedierung und fehlende Compliance des Patienten.